# ليندا ديفيدسون
ليندا ديفيدسون (بالإنجليزية: Linda Davidson)‏ هي ممثلة بريطانية، ولدت في 18 يونيو 1964 في تورونتو في كندا.

## وصلات خارجية
- ليندا ديفيدسون على موقع IMDb (الإنجليزية)
- ليندا ديفيدسون على موقع قاعدة بيانات الفيلم (الإنجليزية)